# Список умерших в 1436 году

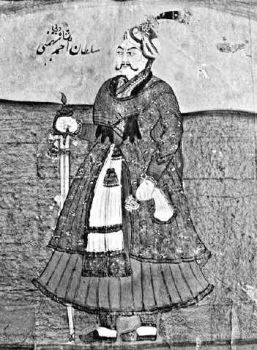
Шихаб ад-Дин Ахмад Вали-шах I

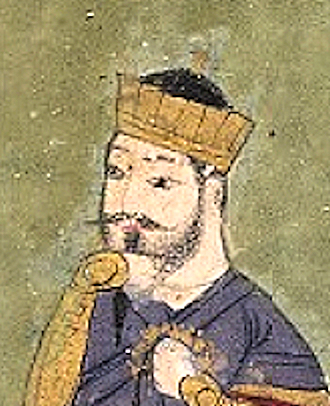
Искандар-хан

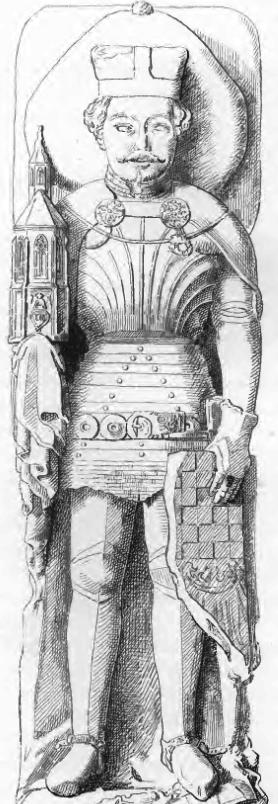
Людвик II Бжегский

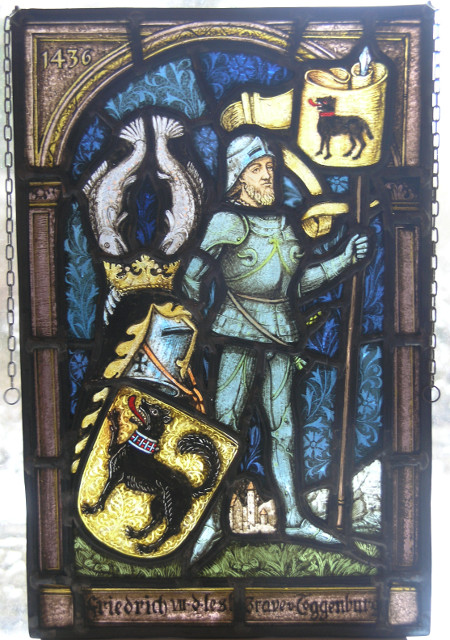
Фридрих VII фон Тоггенбург

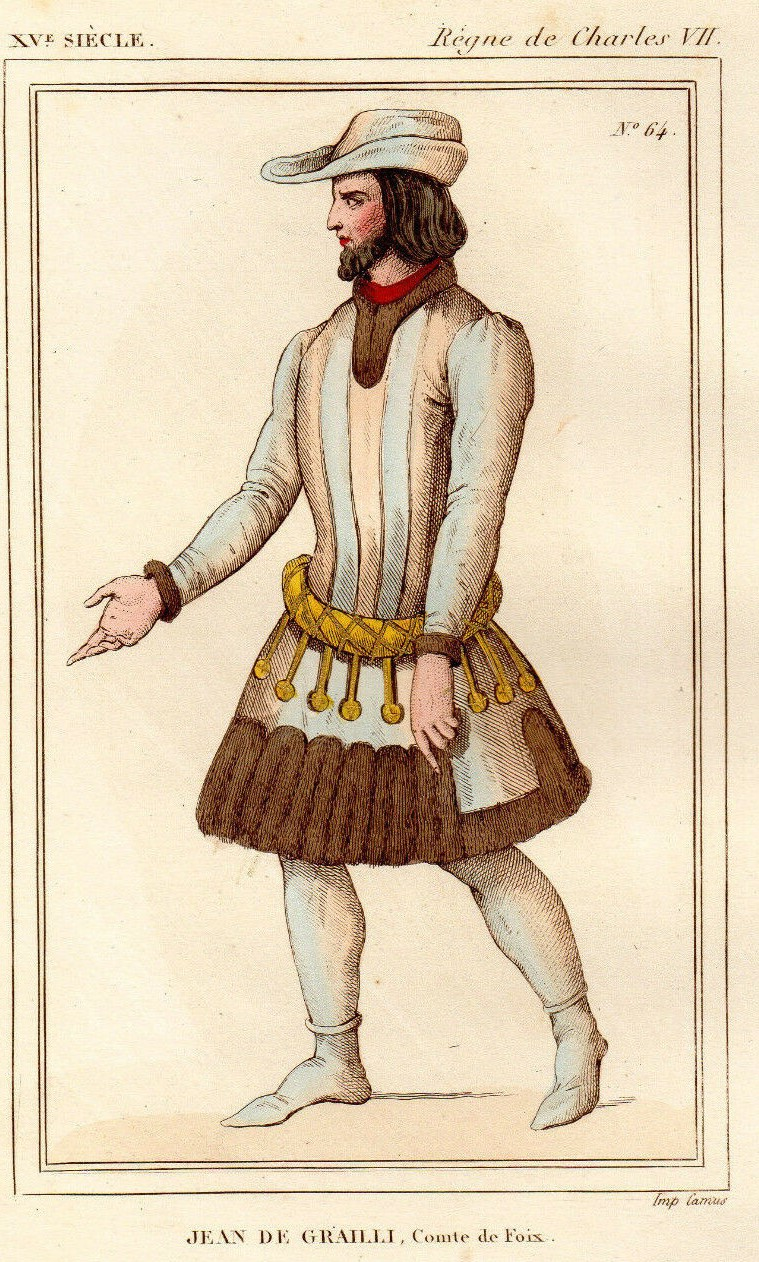
Жан I де Фуа

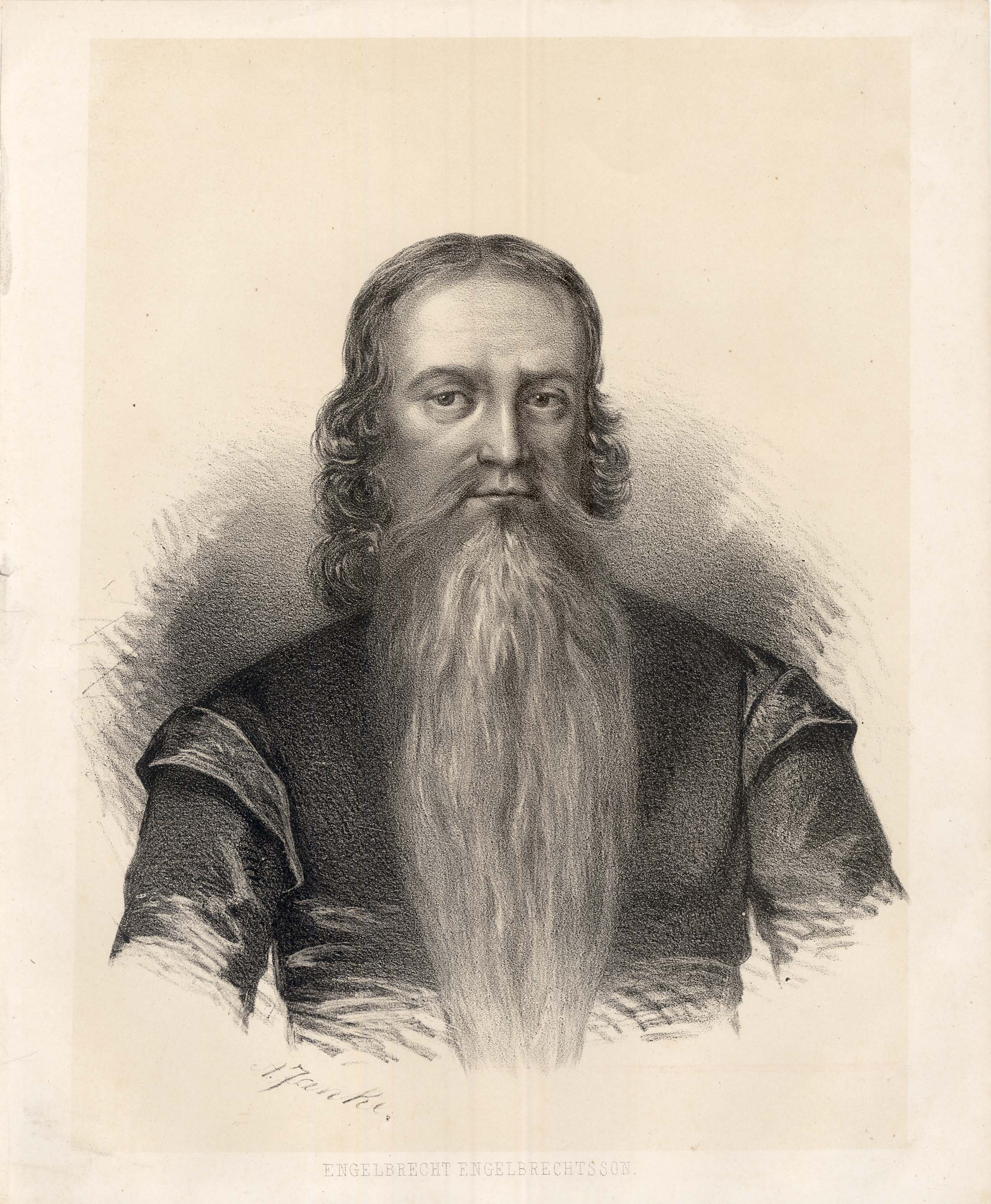
Энгельбрект Энгельбректссон

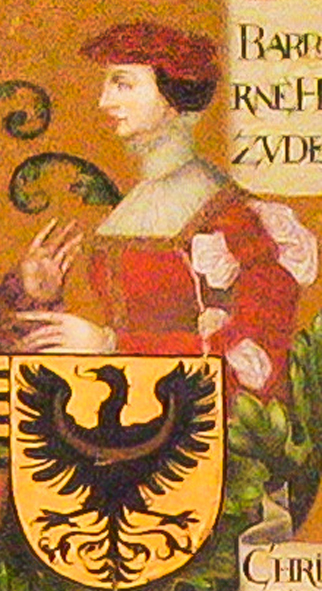
Барбара Легницкая

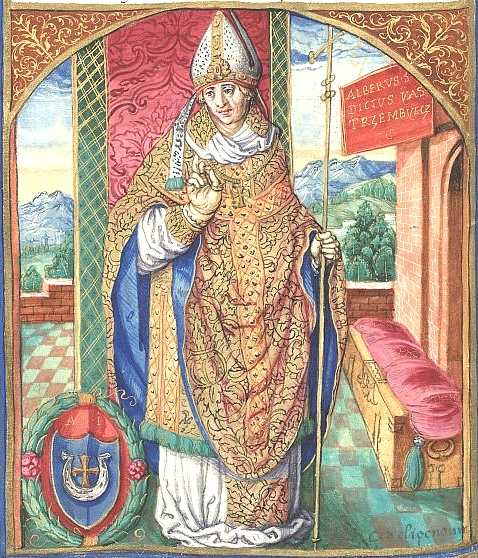
Войцех Ястшембец

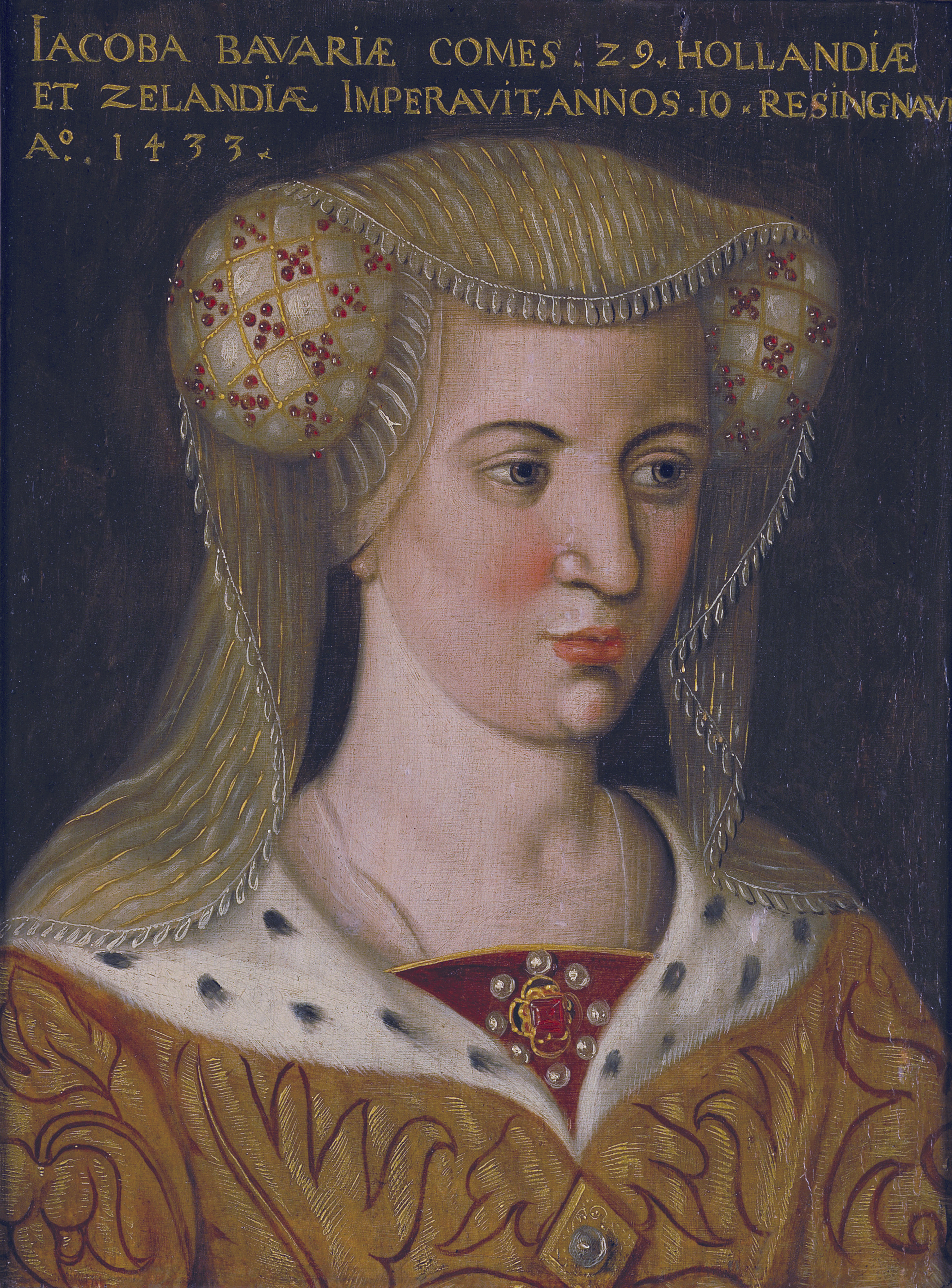
Якоба Баварская

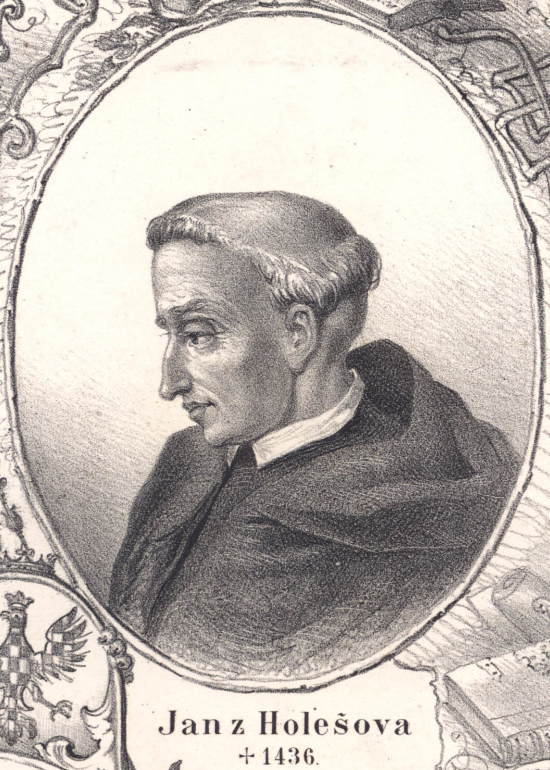
Ян из Голешова

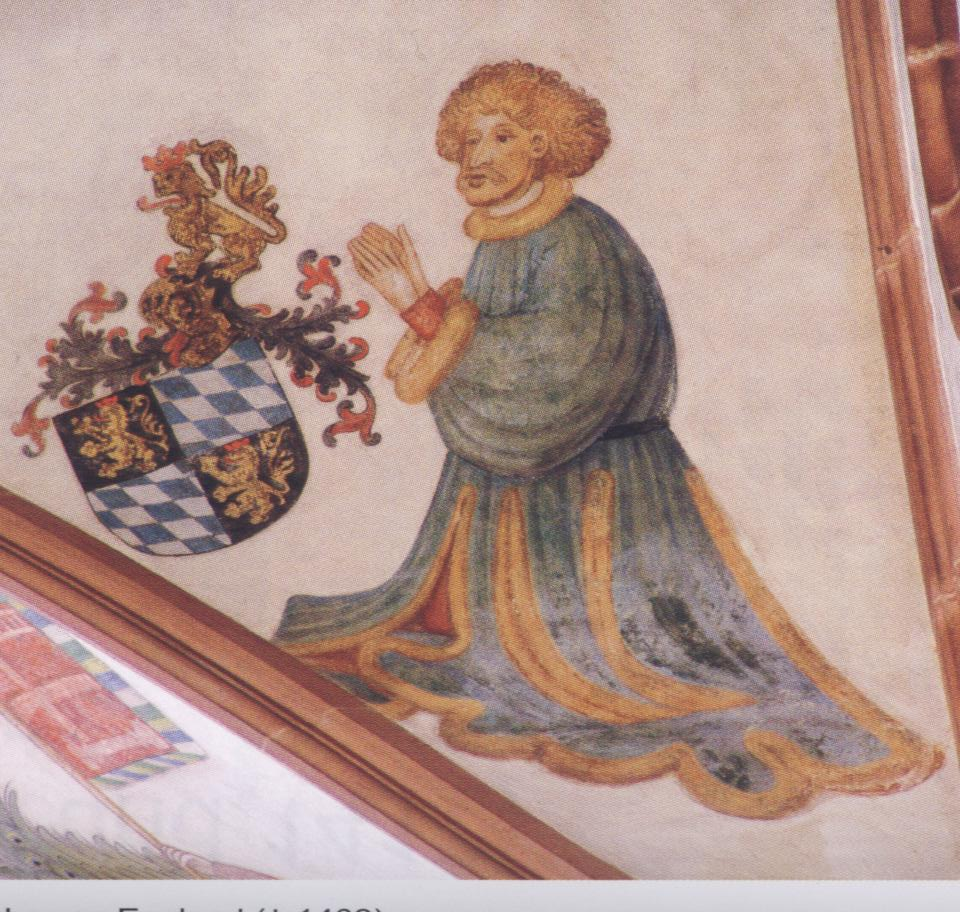
Людвиг III Пфальцский

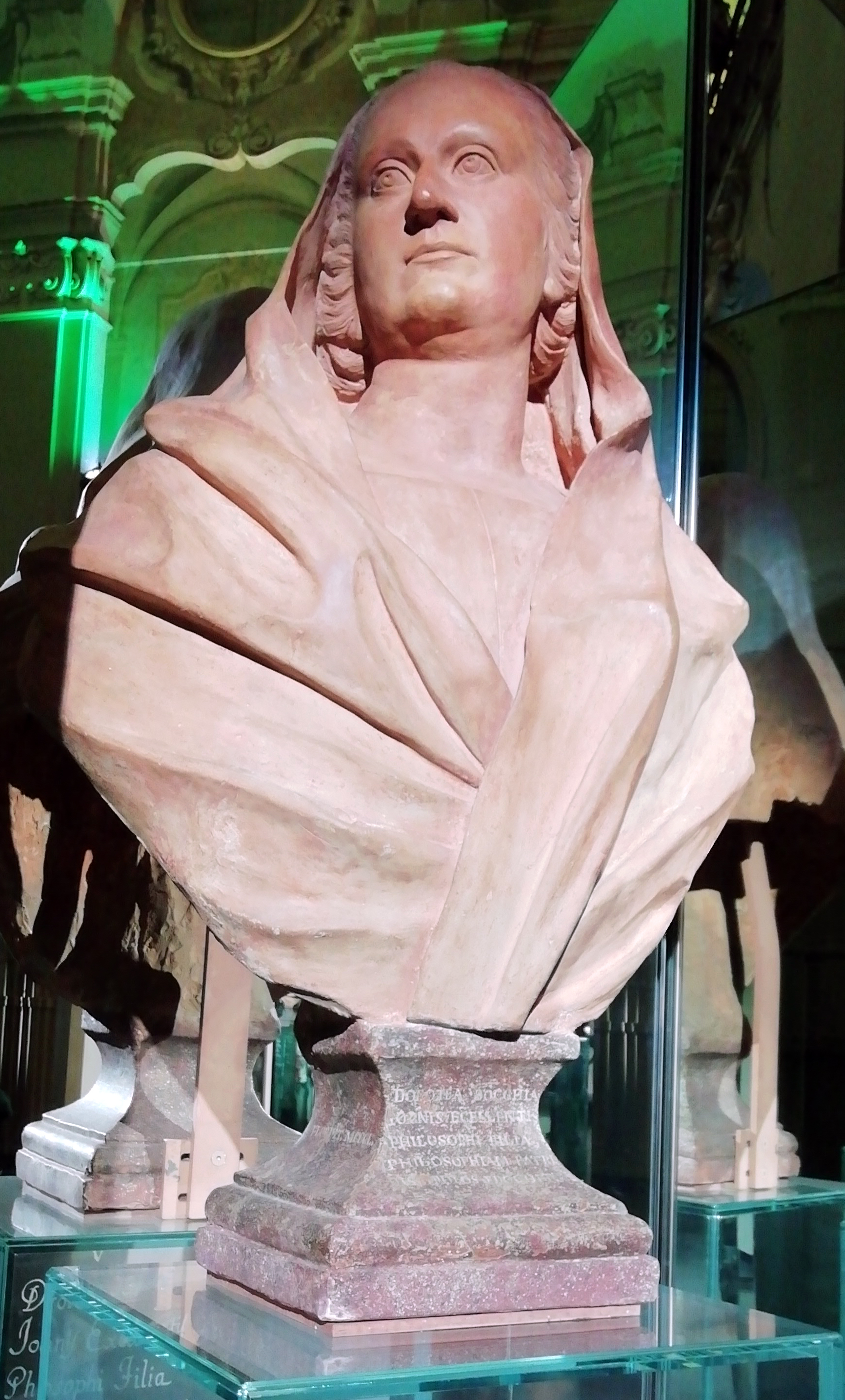
Доротея Букка

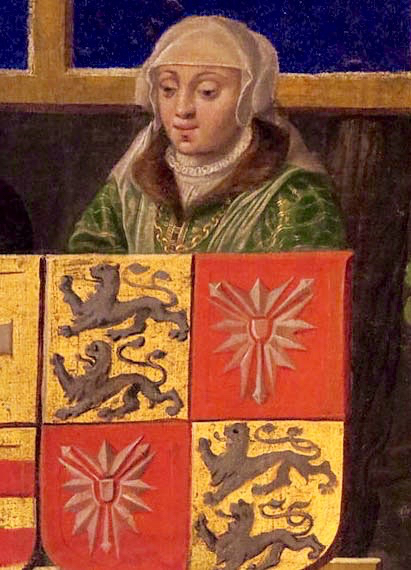
Хельвига Шауэнбургская

В этой статье представлен список известных людей, умерших в 1436 году.
См. также: Категория:Умершие в 1436 году

## Апрель
- 17 апреля — Шихаб ад-Дин Ахмад Вали-шах I — девятый султан Бахманийского султаната из династии Бахманидов (1422—1436), покровитель искусств и культуры.
- 24 апреля — Искандар-хан — третий султан государства Кара-Коюнлу (1421—1429, 1431—1436)
- 29 апреля — Сабунде, Раймунд де — каталонский философ.
- 30 апреля
  - Людвик II Бжегский — князь Бжегский (вместе с братом Генрихом ІХ  (1399—1400), князь Бжегский (1400—1436), князь Легницкий (1413—1436).
  - Фридрих VII фон Тоггенбург — последний граф Тоггенбурга (с 1400), военачальник.

## Май
- 4 мая
  - Жан I де Фуа — граф Фуа и виконт Беарна и Марасана, соправитель Андорры (с 1412), граф Бигорра (с 1425)
  - Энгельбрект Энгельбректссон— вождь крупнейшего в средневековой Швеции народного восстания (1434—1436), регент Швеции (с 1435), шведский национальный герой.
- 9 мая — Барбара Легницкая — дочь князя Легницкого Руперта I Легницкого, курфюрстина-консорт Саксонии (1396—1419), жена курфюрста Саксонии Рудольфа III
- 26 мая — Жанна — графиня Клермона и Сансера, дофина Оверни (1426—1436), дама де Меркёр. Графиня де Монпансье, дама де Камбрайль (по правам мужа), жена Людовика I де Бурбон-Монпансье.

## Июль
- 29 июля — Фридрих III  фон Цоллерн — граф Цоллерн, епископ Костанца (1434—1436)

## Август
- 8 августа — Грейсток, Джон, 4-й барон Грейсток — английский аристократ, 4-й барон Грейсток с 1418 года.

## Сентябрь
- 2 сентября — Войцех Ястшембец — польский римско-католический и государственный деятель, епископ познанский (1399—1412), краковский {1412—1423), архиепископ гнезненский и примас Польши (1423—1436), канцлер великий коронный (1411—1423).

## Октябрь
- 8 октября — Якоба Баварская — единственная дочь и наследница Вильгельма Баварского, дофина-консорт Франции (1415—1417), жена Ж, ана де Валуа, [Список графов Эно|графиня Геннегау]], Голландии и Зеландии (1417—1432)
- 31 октября — Перес де Гусман-и-Кастилья, Энрике — испанский дворянин и военный деятель периода Реконкисты, 2-й граф де Ньебла и 5-й сеньор де Санлукар-де-Баррамеда (1396—1436), кастильский полководец; утонул во время неудачной осады Гибралтара

## Декабрь
- 27 декабря — Ян из Голешова — учёный монах-бенедиктинец Бржевновского монастыря, богослов и писатель, Один из первых этнографов Чехии, музыковед.
- 30 декабря — Людвиг III Пфальцский — курфюрст Пфальца  (1410—1436}
- Александр I Алдя — господарь Валахии (1431—1436); умер или убит после свержения Владом II Дракулой

## Дата неизвестна или требует уточнения
- Букка, Доротея — итальянский врач, заведовала кафедрой медицины и философии в Болонском университете с 1390 года и на протяжении более чем сорока лет.
- Говард, Роберт — английский рыцарь, флотоводец. Отец 1-го герцога Норфолка из рода Говардов.
- Иосиф Вриенний — иеромонах, православный проповедник
- Аль-Махди Ахмад — имам Йемена| (1391—1392), исламский писатель.
- Никколо III Цорци — триарх Эвбеи с 1406, маркиз Бодоницы с 1416.
- Оболенский, Глеб Иванович — русский князь, боярин и воевода на службе у Московского князя Василия Тёмного, воевода в Великом Устюге; казнён в плену по приказу [Василий Юрьевич Косой|Василия Юрьевича Косого]].
- Кази-заде ар-Руми — среднеазиатский математик и астроном империи Тимуридов.
- Фокко Укена— восточнофризский хофтлинг (вождь) Мормерланда и Ленгенерланда;
- Хельвига Шауэнбургская — герцогиня Шлезвига и графиня Гольштейна из рода Шауэнбургов, жена графа Ольденбурга Дитриха Счастливого и прародительница датских королевских домов Ольденбургов и Глюксбургов.